# Elektrokemiska spänningsserien
Den elektrokemiska spänningsserien är den skala som visar i vilken ordning metallerna kommer när det gäller ädla och oädla metaller. Man kan kalla den en "oxidationsskala" eftersom man med hjälp av den elektrokemiska spänningsserien kan avläsa vilken av två metaller som kommer att oxidera/reducera i händelse av en redoxreaktion. De som är oädla bildar gärna joner medan de som är ädla ogärna bildar joner. Oädla metaller oxideras. 
| K,                 | Ca,                | Na,                | Mg,                | Al,                | Zn,                | Cr,                | Fe,                | Ni,                | Sn,                | Pb                | ...               | H                 | ...               | Cu,               | Hg,               | Ag,               | Pt,               | Au                |                   |
| ← oädlare metaller | ← oädlare metaller | ← oädlare metaller | ← oädlare metaller | ← oädlare metaller | ← oädlare metaller | ← oädlare metaller | ← oädlare metaller | ← oädlare metaller | ← oädlare metaller | ädlare metaller → | ädlare metaller → | ädlare metaller → | ädlare metaller → | ädlare metaller → | ädlare metaller → | ädlare metaller → | ädlare metaller → | ädlare metaller → | ädlare metaller → |

Väte står med i spänningsserien på grund av att väte ofta ingår i redoxreaktioner och det kan då vara bra att se även var den har sin plats i serien. Väte räknas även som seriens mittpunkt: de ädla metallerna är till höger om väte och de oädla är till vänster om väte. De ämnen som står på vänster sida av väte har större benägenhet att oxideras, alltså har litium lägst joniseringsenergi och oxideras lättast. Den första spänningskedjan publicerades av Alessandro Volta år 1794.

## Normalpotentialer
| Ämne            | Reaktion                                                                                   | Potential (V) |
| --------------- | ------------------------------------------------------------------------------------------ | ------------- |
| Guld            | {\displaystyle {\rm {Au\rightleftharpoons Au^{3+}+3\ e^{-}}}}                              | +1,50         |
| Klor (Klorid)   | {\displaystyle {\rm {2\ Cl^{-}\rightleftharpoons Cl_{2}+2\ e^{-}}}}                        | +1,3595       |
| Vatten          | {\displaystyle {\rm {2\ H_{2}O\rightleftharpoons O_{2}+4\ H^{+}+4\ e^{-}}}}                | +1,229        |
| Brom            | {\displaystyle {\rm {2\ Br^{-}\rightleftharpoons Br_{2}+2\ e^{-}}}}                        | +1,0652       |
| Kväveoxid       | {\displaystyle {\rm {NO+2\ H_{2}O\rightleftharpoons NO_{3}^{-}+4\ H^{+}+3\ e^{-}}}}        | +0,96         |
| Silver          | {\displaystyle {\rm {Ag\rightleftharpoons Ag^{+}+e^{-}}}}                                  | +0,7991       |
| Kvicksilver     | {\displaystyle {\rm {2\ Hg\rightleftharpoons Hg_{2}^{2+}+2\ e^{-}}}}                       | +0,793        |
| Järn            | {\displaystyle {\rm {Fe^{2+}\rightleftharpoons Fe^{3+}+e^{-}}}}                            | +0,77         |
| Jod             | {\displaystyle {\rm {2\ I^{-}\rightleftharpoons I_{2}+2\ e^{-}}}}                          | +0,5355       |
| Koppar          | {\displaystyle {\rm {Cu\rightleftharpoons Cu^{+}+e^{-}}}}                                  | +0,34         |
| Vatten          | {\displaystyle {\rm {4\ OH^{-}\rightleftharpoons O_{2}+2\ H_{2}O+4\ e^{-}}}}               | +0,401        |
| Koppar          | {\displaystyle {\rm {Cu\rightleftharpoons Cu^{2+}+2\ e^{-}}}}                              | +0,337        |
| Svavelsyrlighet | {\displaystyle {\rm {H_{2}SO_{3}+H_{2}O\rightleftharpoons SO_{4}^{2-}+4\ H^{+}+2\ e^{-}}}} | +0,17         |
| Väte            | {\displaystyle {\rm {H_{2}\rightleftharpoons 2\ H^{+}+2\ e^{-}}}}                          | ±0,0          |
| Bly             | {\displaystyle {\rm {Pb\rightleftharpoons Pb^{2+}+2\ e^{-}}}}                              | -0,126        |
| Tenn            | {\displaystyle {\rm {Sn\rightleftharpoons Sn^{2+}+2\ e^{-}}}}                              | -0,136        |
| Nickel          | {\displaystyle {\rm {Ni\rightleftharpoons Ni^{2+}+2\ e^{-}}}}                              | -0,25         |
| Kobolt          | {\displaystyle {\rm {Co\rightleftharpoons Co^{2+}+2\ e^{-}}}}                              | -0,277        |
| Kadmium         | {\displaystyle {\rm {Cd\rightleftharpoons Cd^{2+}+2\ e^{-}}}}                              | -0,403        |
| Järn            | {\displaystyle {\rm {Fe\rightleftharpoons Fe^{2+}+2\ e^{-}}}}                              | -0,44         |
| Krom            | {\displaystyle {\rm {Cr\rightleftharpoons Cr^{3+}+3\ e^{-}}}}                              | -0,74         |
| Zink            | {\displaystyle {\rm {Zn\rightleftharpoons Zn^{2+}+2\ e^{-}}}}                              | -0,763        |
| Vatten          | {\displaystyle {\rm {H_{2}+2\ OH^{-}\rightleftharpoons 2\ H_{2}O+2\ e^{-}}}}               | -0,828        |
| Mangan          | {\displaystyle {\rm {Mn\rightleftharpoons Mn^{2+}+2\ e^{-}}}}                              | -1,18         |
| Titan           | {\displaystyle {\rm {Ti\rightleftharpoons Ti^{4+}+4\ e^{-}}}}                              | -1,63         |
| Aluminium       | {\displaystyle {\rm {Al\rightleftharpoons Al^{3+}+3\ e^{-}}}}                              | -1,66         |
| Beryllium       | {\displaystyle {\rm {Be\rightleftharpoons Be^{2+}+2\ e^{-}}}}                              | -1,85         |
| Magnesium       | {\displaystyle {\rm {Mg\rightleftharpoons Mg^{2+}+2\ e^{-}}}}                              | -2,37         |
| Natrium         | {\displaystyle {\rm {Na\rightleftharpoons Na^{+}+e^{-}}}}                                  | -2,714        |
| Kalcium         | {\displaystyle {\rm {Ca\rightleftharpoons Ca^{2+}+2\ e^{-}}}}                              | -2,868        |
| Barium          | {\displaystyle {\rm {Ba\rightleftharpoons Ba^{2+}+2\ e^{-}}}}                              | -2,9          |
| Cesium          | {\displaystyle {\rm {Cs\rightleftharpoons Cs^{+}+e^{-}}}}                                  | -2,923        |
| Rubidium        | {\displaystyle {\rm {Rb\rightleftharpoons Rb^{+}+e^{-}}}}                                  | -2,925        |
| Kalium          | {\displaystyle {\rm {K\rightleftharpoons K^{+}+e^{-}}}}                                    | -2,925        |
| Litium          | {\displaystyle {\rm {Li\rightleftharpoons Li^{+}+e^{-}}}}                                  | -3,045        |

Tabelldata hämtat från Erik Ingelstam, Rolf Rönngren och Stig Sjöberg (september 1988). TEFYMA. Helsingborg: Sjöbergs bokförlag AB. sid. 111. Libris 7763300. ISBN 91-87234-03-3

## Tillämpningar
Den elektrokemiska spänningsserien är t.ex. användbar vid batterikonstruktion och vid beräkning av galvanisk korrosion. 

### Korrosion
Vid korrosionsberäkningar får man riktigare resultat om man gör testerna med saltvatten som elektrolyt. Som man kan se verkar det som om aluminium skulle agera som offeranod gentemot zink enligt vätetabellen. I praktiken fungerar zink som offeranod gentemot aluminium, vilket man kan se i salttabellen nedan.
| Ämne      | Spänning V |
| --------- | ---------- |
| Platina   | +0,47      |
| Titan     | +0,37      |
| Silver    | +0,30      |
| Koppar    | +0,04      |
| Nickel    | -0,03      |
| Bly       | -0,27      |
| Järn      | -0,40      |
| Aluminium | -0,53      |
| Zink      | -0,76      |